# راميرو دي مايثتو
راميرو دي مايثتو إيه ويتنيي (بالإسبانية: Ramiro de Maeztu) سياسي وكاتب إسباني، وُلد فيتوريا في إقليم الباسك في 4 مايو عام 1875. ينتمي مايثتو إلى جيل 98. اُغتيل مايثتو في بداية الحرب الأهلية الإسبانية في أرباكا في مدريد عام 1936، في إحدى مممارسات التعذيب التي كانت تتم في السجون من قبل قوات الجيش الجمهوري في مدريد عقب الانقلاب العسكري في يوليو 1936. انتقل بين كل من فيتوريا وباريس وهافانا، وبدأ مسيرته الصحفية في كل من صحيفة الباييس وخيرمينال ولا السوثياليسا (الاشتراكية)، في دور سياسي اتجه فيه بوضوح نحو الإصلاح السياسي. وفي هذف المرحلة، ارتبط بكل من أثورين وبيو باروخا. اشتهر مايثتو بعد عودته إلى إسبانيا بمصطلح القومية الإسبانية وبدأ في الكتابة في الحدث الإسبانية.كان معارضًا شديدًا للجمهورية الإسبانية الثانية. وخلال هذه الفترة، تم تعيينه بوصفه عضوًا في الأكاديمية الملكية الإسبانية، والتي تزامنت مع جائزة لوكا دي تينا.

## روابط خارجية
- راميرو دي مايثتو على موقع الموسوعة البريطانية (الإنجليزية)